# Sweet Child o’ Mine
A Sweet Child o’ Mine az amerikai Guns N’ Roses nevű hard rock-zenekar kislemezének neve. A lemez a zenekar harmadik kislemeze volt, s szintén a harmadik kiadvány, mely az 1987-ben megjelent stúdióalbumból, az Appetite for Destructionből készült.
1988. augusztus 18-án jelent meg, s egészen a Billboard Hot 100-as listájának első helyéig jutott. Ezzel a kislemez a zenekar első, s máig egyetlen első helyezést elért kislemeze az Egyesült Államokban. Az Egyesült Királyság kislemez-listáján a 6. helyet érte el.

## Kiadványok és számok
A kislemez különböző hanghordozó-típusokon, és különböző számlistákkal jelent meg.
Egyesült Államok 7" vinyl (927 794-7)
| Sorszám | Szám címe                          | Szerző(k)       | Hossz |
| ------- | ---------------------------------- | --------------- | ----- |
| 1.      | „Sweet Child o’ Mine” (Remix/Edit) | Axl Rose, Slash | 3:57  |
| 2.      | „Out To Get Me” (LP verzió)        | Guns N’ Roses   | 4:20  |

Egyesült Királyság 7" vinyl (GEF 43)
| Sorszám | Szám címe                          | Szerző(k)       | Hossz |
| ------- | ---------------------------------- | --------------- | ----- |
| 1.      | „Sweet Child o’ Mine” (Remix/Edit) | Axl Rose, Slash | 3:57  |
| 2.      | „Out To Get Me” (LP verzió)        | Guns N’ Roses   | 4:20  |

Egyesült Királyság 10" vinyl (GEF 43TE), 12" vinyl (GEF 43T), 12" vinyl Metallic Sleeve (GEF 43TV)
| Sorszám | Szám címe                         | Szerző(k)       | Hossz |
| ------- | --------------------------------- | --------------- | ----- |
| 1.      | „Sweet Child o’ Mine” (LP verzió) | Axl Rose, Slash | 5:55  |
| 2.      | „Out To Get Me” (LP verzió)       | Guns N’ Roses   | 4:20  |
| 3.      | „Rocket Queen” (LP verzió)        | Guns N’ Roses   |       |

Egyesült Királyság re-release 7" vinyl (GEF 55)
| Sorszám | Szám címe                          | Szerző(k)       | Hossz |
| ------- | ---------------------------------- | --------------- | ----- |
| 1.      | „Sweet Child o’ Mine” (Remix/Edit) | Axl Rose, Slash | 3:57  |
| 2.      | „Out To Get Me” (LP verzió)        | Guns N’ Roses   | 4:20  |

Egyesült Királyság re-release 12" vinyl (GEF 55T), 3" CD (GEF 55CD)
| Sorszám | Szám címe                         | Szerző(k)                 | Hossz |
| ------- | --------------------------------- | ------------------------- | ----- |
| 1.      | „Sweet Child o’ Mine” (LP verzió) | Axl Rose, Slash           | 5:55  |
| 2.      | „Move To The City” (LP verzió)    | Guns N’ Roses             |       |
| 3.      | „Whole Lotta Rosie” (élő)         |                           |       |
| 4.      | „It’s So Easy” (élő)              | Duff McKagan, West Arkeen |       |

## Közreműködők
- Axl Rose – vezető énekes
- Slash – szólógitár
- Izzy Stradlin – ritmusgitár, háttérénekes
- Duff McKagan – basszusgitár, háttérénekes
- Steven Adler – dobok